# Luzula acutifolia
Luzula acutifolia är en tågväxtart som beskrevs av H.Nordensk. Luzula acutifolia ingår i Frylesläktet som ingår i familjen tågväxter. Inga underarter finns listade i Catalogue of Life.